# Cartago (Kolumbia)

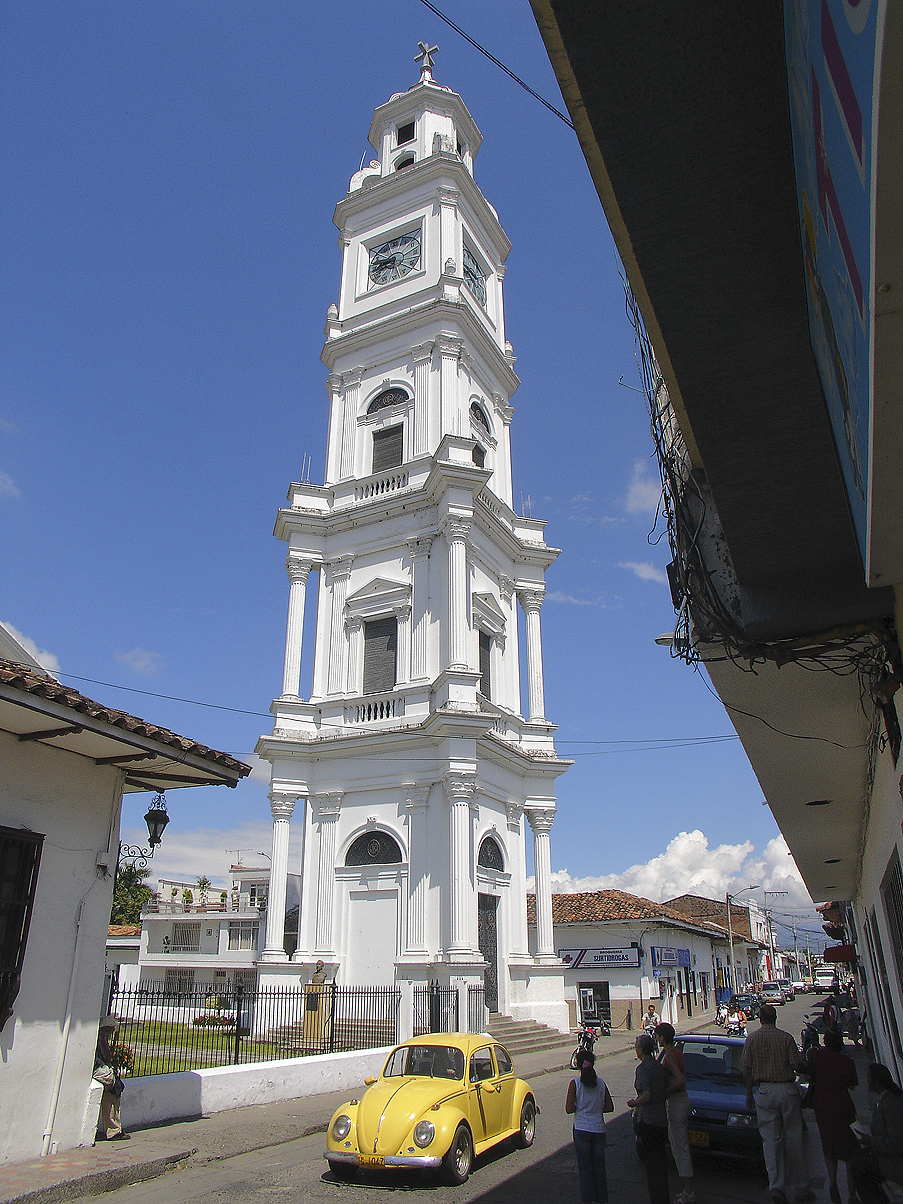
Catedral de Cartago

Cartago – miasto w zachodniej Kolumbii, w departamencie Valle del Cauca, a Andach, w dolinie rzeki Cauca, przy linii kolejowej Cali-Medellín i Drodze Panamerykańskiej. Około 124,5 tys. mieszkańców.
W mieście rozwinął się przemysł chemiczny oraz spożywczy.